# Basil Kirchin
Basil Kirchin (Blackpool, 8 augustus 1927 – Kingston upon Hull, 18 juni 2005) was een Britse jazzdrummer en orkestleider, die later actief was als filmcomponist en  klankcollagen schreef tussen musique concrète en free jazz.

## Biografie
Kirchin was de zoon van orkestleider Ivor Kirchin en trad op 13-jarige leeftijd voor de eerste keer in het openbaar op in Londen als drummer met het orkest van zijn vader, waarmee hij de komende jaren speelde. Daarna was hij actief in de orkesten van Harry Roy, Teddy Foster, Jack Nathan en Ted Heath. In 1952 keerde hij terug naar Londen, waar hij met zijn vader als co-leader een eigen band formeerde, waartoe de trompettisten Tony  Grant, Stan Palmer, Bobby Orr en Norman Baron, de saxofonisten Ronnie Baker, Duncan Lamont, Pete Warner, John Xerri en Alex Leslie, de pianist Harry South, de bassist Ronnie Seabrook, zanger Johnny Grant en arrangeur John Clarke behoorden. De Kirchin Band werd voor een jaar gecontracteerd in het Fountainbridge Palais in Edinburgh, daarna in de Plaza Ballroom in Belfast en in het voorjaar van 1954 dan als begeleiding van de zangeres Ruby Murray in Luxemburg.
Midden 1954 verongelukte Kirchins vader en hij aanvaardde tot de genezing van zijn vader de leiding van de bigband, waaruit daarna The New Kirchin Band ontstond. De band nam enkele plaatzijden op voor o.a. producent George Martin. In 1957 ontbond hij met de opkomst van de skiffle en de rock-'n-roll de band, omdat hij het beu was om de muziek van anderen te vertolken. 
Kirchin trok zich daarna in India terug in de Ramakrishna-tempel en verhuisde vanaf daar naar Sydney. In 1961 kwam hij terug naar het Verenigd Koninkrijk om met Keith Herd te werken aan experimentele filmmuziek, 'soundtracks for unmade films'. Ook maakte hij de productiemuziek voor De Wolfe Music, waarbij hij putte uit studiomuzikanten als Jimmy Page en Mick Ronson. Sinds 1967 gebruikte hij een Nagra-opnameapparaat om omgevingsgeluiden, zoals dierengeluiden uit de dierentuin op te nemen, die hij overeenkomstig de filosofie van de musique concrète bewerkte. Zijn experimenten kon hij deels via zijn soundtracks financieren voor Catch Us If You Can (1965), The Shuttered Room (1967), The Strange Affair (1968), I Start Counting (1969) en The Abominable Dr. Phibes (1971).
Van uitzonderlijk interesse was zijn versmelting van eigen klankproducties met de sounds, die jazz- en improvisatiemuzikanten genereerden. Deze werden aanvankelijk uitgebracht op twee albums, die onder de titel World Within Worlds verschenen. In 1971 verscheen het eerste deel van Worlds Within Worlds bij EMI Music/Columbia Records. Pas drie jaar later volgde het tweede deel van de opnamen bij Island Records. Na enige tijd in Zwitserland verhuisde Kirchin met zijn echtgenote naar Yorkshire. Pas vanaf 2003 werden zijn werken weer uitgebracht en er verschenen ook enkele werken tijdens de komende jaren. Hij beïnvloedde muzikanten als Brian Eno net als Nurse With Wound en Broadcast.

## Overlijden
Basil Kirchin overleed in juni 2005 op 78-jarige leeftijd aan de gevolgen van kanker.

## Discografie
- 1966: Basil Kirchin & John Coleman Mind on the Run
- 1968: Basil Kirchin, John Coleman & Jack Nathan It’s About Time
- 1968: States of Mind
- 1970: Charcoal Sketches
- 1971: Worlds Within Worlds: Part 1 – Integration/Part 2 – The Human Element (met Derek Bailey, Evan Parker, Daryl Runswick, Frank Ricotti, Claire Deniz, Graham Lyons, Brian Dee, Kenny Wheeler)
- 1970: Worlds Within Worlds: Part 3 – Emergence/Part 4 – Evolution (met Derek Bailey, Evan Parker, Daryl Runswick, Frank Ricotti, Claire Deniz, Graham Lyons, Brian Dee, Kenny Wheeler uitgebracht in 1974)
- 1970: Quantum: Part 1 – Once Upon a Time/Part 2 – Special Relativity (uitgebracht in 2003)
- 2005: Abstractions of the Industrial North (Compilatie van zijn muziek voor De Wolfe Music)
- 2007: Particles

## Filmografie
- 1957: Six-Five Special (tv-serie, aflevering 35)
- 1958: Six-Five Special (aflevering 78)
- 1965: Primitive London
- 1965: Catch Us If You Can
- 1967: The Shuttered Room
- 1967: Assignment K
- 1968: Negatives
- 1968: The Strange Affair
- 1969: I Start Counting
- 1969: Journey to the Unknown: The Madison Equation (tv-serie)
- 1971: The Abominable Dr. Phibes
- 1971: Freelance
- 1974: The Mutations